# Kochevanchik
Kochevanchik (del ruso: Кочеванчик) es un jútor del raión de Azov del óblast de Rostov del suroeste de Rusia. Se halla en la orilla derecha del río Kagalnik, que desemboca en el mar de Azov. Su población en 2010 era de 713 habitantes.
Pertenece al municipio de Samárskoye.